# Filip Nilsson
Filip Nilsson, född 20 november 1995, är en svensk tävlingsroddare som tävlar för Mölndals Roddklubb. 
Filip Nilsson har deltagit på alla olika typer av internationella mästerskap som är arrangerade av Internationella roddförbundet (FISA). Bästa placering på ett internationellt mästerskap är från U23-VM i Rotterdam 2016 där Nilsson rodde scullerfyra lättvikt (BLM4x) och slutade på en sjätte plats. Han har 12 stycken SM-guld på full distans, 2000 meter, i båttyperna singel, tvåa, dubbel, enkelårsfyra, scullerfyra och åtta med styrman. Utanför idrotten är Nilsson utbildad byggnadsingenjör som han studerade till samtidigt som sin roddsatsning i Jönköping mellan 2015 och 2019. Han är numera bosatt i Falkenbergs kommun.